# 太平桥街道
太平桥街道，是中华人民共和国北京市丰台區下辖的一个街道办事处，东至马连道粮食仓库、西护城河、西铁匠营一线，与西城区（原宣武区范围）广安门外街道、白纸坊街道接壤，东南以柳村五线（原为京张铁路一段）为界与右安门街道毗邻，南至京沪铁路与新村街道毗连，西至西三环中路、南路，与丰台街道、卢沟桥街道相邻，北至莲花池东路、北京西客站以北与海淀区羊坊店街道相望。

## 行政区划
太平桥街道下辖以下地区：
莲花池社区、太平桥西里社区、太平桥中里社区、太平桥东里社区、太平桥南里社区、东管头社区、三路居社区、天伦北里社区、菜户营社区、万泉寺社区、精图社区、万润社区、首威社区、丽湾社区、蓝调社区、万泉寺东社区、金鹏天润社区、太平桥村、马连道村、万泉寺村和菜户营村。